# Studec (entreprise)
 (juin 2012).
Studec est une société française d'ingénierie documentaire, d'études et réalisations de soutien logistique dans les domaines de l’aéronautique, l’espace et la défense.

## Historique
Créée en 1956, Studec, en 2008, devient filiale à 100 % d’ALTERUP SAS, société de conseil, service et support informatique dans l’industrie. Studec intègre alors un groupe industriel présent dans les secteurs de l’aéronautique, l’espace, la défense, la microélectronique, etc.
En 2005 est créé une filiale en Inde et des contrats importants pluriannuels comme les marchés Airbus (plus de 30 M€ sur trois ans), sont obtenus.